# 绍穆埃利·蒂博尔
绍穆埃利·蒂博尔（匈牙利語：Szamuely Tibor；1890年12月27日—1919年8月2日），匈牙利国共产党政治家、记者，曾任匈牙利苏维埃共和国陆军副人民委员和国民教育人民委员。萨姆利是匈牙利“红色恐怖”时期的关键人物，他建立的武装的绰号为“列宁男孩”。